# Lånarna (film, 1997)
Lånarna (engelsk originaltitel: The Borrowers) är en brittisk-amerikansk fantasy-komedifilm från 1997, baserad på barnboken med samma namn av författaren Mary Norton. Den svenskdubbade versionen hade premiär den 11 september 1998.

## Handling
Den fyra-tum långa familjen Klock delar som bor i golvplankorna under den normalstora familjen Lenders hus. Men deras fredliga samexistens blir störd när den elake advokaten Ocious P. Potter stjäl rätten till huset, som han planerar att riva för att bygga nya lyxlägenheter. Familjen Lender blir tvingade att flytta och familjen Klock hamnar i fara i den normalstora världen.

## Om filmen
Några av filmens scener spelades in på plats i byn Theale, nära Reading, Berkshire, där alla byggnader och butiker i High Street målades mörkgröna.

## Rollista
- Producent, regissör och översättare – Monica Forsberg
- Tekniker – Daniel Bergfalk, Anders Öjebo, Thomas Banestål, Lennart Olsson
- Mixtekniker – Benni Christiansen, Brian Christiansen
- Svensk version producerad av Disney Character Voices International, Inc.[4][5]